# 가미노야마번
가미노야마 번(일본어: 上山藩 가미노야마한[*])은 일본 에도 시대의 번으로, 데와국 무라야마 군 가미노야마 주변을 차지하였다. 번청은 가미노야마성이었다.

## 번의 역사
가미노야마 지역은 모가미씨이 지배해온 데와의 요충지로, 센고쿠 시대에는 이 지역을 놓고 모가미씨와 다테씨가 분쟁을 벌였다. 게이초 5년(1600년) 세키가하라 전투 때는 우에스기 가게카쓰의 가신 나오에 가네쓰구가 2만 5천의 병력을 이끌고도, 가미노야마 성을 지키던 모가미씨의 가신 사토미 민부가 이끄는 겨우 1천 명의 병사에게 대패를 당하였다. 하지만 사토미 민부는 모가미 요시아키와 대립하여 결국 도망쳤고, 이후 가미노야마에는 사카 미쓰히데, 이어서 모가미 미쓰히로가 들어갔다.
하지만 모가미 요시아키 사후, 가문 내부의 분쟁이 끊이지 않다가, 겐나 8년(1622년) 모가미 소동이라는 가문 분쟁을 이유로 모가미씨는 막부의 명령에 의해 영지가 몰수되었다. 그 후 가미노야마에는 마쓰다이라 시게타다가 4만 석 영주로 입봉되었고, 이리하여 가미노야마 번이 생겨났다. 시게타다는 조카마치와 교통로를 정비하는 등 번의 기초를 쌓으려 했지만, 겨우 4년 만인 간에이 3년(1626년)에 셋쓰 산다 번으로 전봉되었다.
그 후 가모 다다토모가 4만 석 영주로 들어왔으나, 곧 이요 마쓰야마 번으로 옮겨갔고, 도키 요리유키가 그 뒤를 이어 2만 5천 석으로 번에 들어왔다. 도키 가문은 이후 2대에 걸쳐 가미노야마를 지배하면서, 조카마치와 교통로 정비, 광산 개발과 농지 개간, 신사와 불당의 건립, 산업 장려, 용수로 건설 등의 업적을 남기며 가미노야마 발전에 이바지하였다. 요리유키의 뒤를 이은 2대 번주 도키 요리타카는 겐로쿠 4년(1691년)에 1만 석을 추가받고 오사카성주 대행을 맡았고, 이듬해 노오카 번으로 전봉되었다. 이후 가미노야마에는 가나모리 요리토키가 3만 8700석으로 입봉하였으나 겐로쿠 10년(1697년) 6월에 구조 번으로 옮겨갔다.
같은 해 9월, 니와세 번으로부터 3만 석 영주 마쓰다이라 노부미치가 가미노야마로 옮겨오면서 비로소 번주 가문이 안정되었다. 하지만 번의 규모가 작은 탓에 엔쿄 연간부터 재정난이 발생하였고, 농민 잇키도 빈번하게 일어났다. 분카 6년(1809년)에는 번교 천보관(天輔館)이 설립되었다. 이후 메이지 시대를 맞이하면서 판적봉환, 폐번치현을 거치면서 가미노야마 번은 폐지되었다.

## 역대 번주
노미 마쓰다이라 가문
1. 마쓰다이라 시게타다(松平重忠) 재위 1622년 ~ 1626년
2. 마쓰다이라 시게나오(松平重直) 재위 1626년

가모 가문
- 가모 다다토모(蒲生忠知) 재위 1626년 ~ 1627년

도키 가문
1. 도키 요리유키(土岐頼行) 재위 1628년 ~ 1678년
2. 도키 요리타카(土岐頼殷) 재위 1678년 ~ 1692년

가나모리 가문
- 가나모리 요리토키(金森頼時) 재위 1692년 ~ 1697년

후지이 마쓰다이라 가문
1. 마쓰다이라 노부미치(松平信通) 재위 1697년 ~ 1722년
2. 마쓰다이라 나가쓰네(松平長恒) 재위 1722년 ~ 1732년
3. 마쓰다이라 노부마사(松平信将) 재위 1732년 ~ 1761년
4. 마쓰다이라 노부쓰라(松平信亨) 재위 1761년 ~ 1790년
5. 마쓰다이라 노부후루(松平信古) 재위 1790년 ~ 1796년
6. 마쓰다이라 노부자네(松平信愛) 재위 1796년 ~ 1805년
7. 마쓰다이라 노부유키(松平信行) 재위 1805년 ~ 1831년
8. 마쓰다이라 노부미치(松平信宝) 재위 1831년 ~ 1862년
9. 마쓰다이라 노부쓰네(松平信庸) 재위 1862년 ~ 1868년
10. 마쓰다이라 노부야스(松平信安) 재위 1868년 ~ 1871년